# Glen or Glenda
Glen or Glenda è un film del 1953 scritto, diretto e interpretato da Edward D. Wood Jr., con Bela Lugosi e Dolores Fuller.
Il film è un docu-drama che tratta di travestitismo e transessualità ed è semi-autobiografico: Wood stesso amava travestirsi da donna e il messaggio del film invita alla tolleranza. Il film ricevette (e continua a ricevere) critiche negative, tanto che nella sua guida Leonard Maltin lo ha definito "probabilmente il peggior film mai girato". Malgrado ciò, Glen or Glenda è divenuto un film di culto per la sua produzione poverissima e lo stile assolutamente peculiare.
Venne ridistribuito nelle sale nel 1982 con alcune scene eliminate (fra cui una in cui Glen rifiuta delle avances fattegli da una persona gay). In Italia il film, inedito per decenni, è arrivato solo negli anni duemila, pubblicato in DVD per la collana Drive-in cult in lingua originale con sottotitoli.

## Trama
Seduto al centro del suo macabro studio, un uomo chiamato “lo Scienziato” espone i suoi commenti sull’umanità: discute le sue ricerche dell’ignoto che danno radiosi frutti, i quali in realtà sono antichi e da lui definiti “segni dei secoli”; in seguito, mentre la scena si sposta per le strade di una città, si sentono il vagito di un neonato e la sirena di un’ambulanza, che rappresentano l’inizio e la fine della vita.
La vita terminata è quella di Patrick/Patricia, che si è suicidato. Il suo cadavere si trova al centro di una stanza e un uomo apre le porte a un medico, a un fotografo e alla polizia. Una nota rivela ai presenti le ragioni del gesto: il suicida era stato arrestato quattro volte per essersi travestito da donna in pubblico, scontando di conseguenza la pena in prigione. Poiché persisteva nel vestirsi da donna, si era visto davanti continui arresti e detenzioni, pertanto aveva deciso di togliersi la vita, lasciando scritto che voleva essere seppellito in abiti femminili.
Unico tra i poliziotti, l’ispettore Warren è perplesso e vuole saperne di più sull’abitudine del travestimento, quindi si dirige nell’ufficio del dottor Alton, che gli racconta la storia di Glen/Glenda. Quest’ultimo è mostrato mentre osserva vestiti da donna in una vetrina. Il dottore sottolinea che il giovane percepisce gli abiti maschili come opachi e restrittivi, mentre quelli femminili gli appaiono attraenti e confortevoli. Un flashback rivela poi che Glen cominciò chiedendo il permesso di indossare il vestito della sorella per una festa di Halloween, e lo ottenne nonostante le proteste del padre. Tuttavia continuò a indossare i vestiti anche in seguito, e Sheila – la sorella – alla fine lo colse sul fatto.
Con il tempo, Glen si rivela essere un travestito, ma non un omosessuale; nasconde i suoi gusti alla fidanzata Barbara, temendo che lei possa rifiutarlo, e quando quest’ultima nota qualcosa che lo disturba, Glen non ha il coraggio di rivelare tutto. Barbara allora teme che lui possa tradirla con un'altra donna, inconsapevole però del fatto che la “altra” in realtà sia la personalità interiore di Glenn, Glenda.
Alton racconta poi che Glen è combattuto tra l’idea di essere onesto con Barbara prima del loro matrimonio, e quella di aspettare che tutto sia finito. La narrazione si sposta ora brevemente dalla storia di Glen a come la società reagisce alle operazioni di cambio di sesso. In una conversazione tra due signori si conclude che la società dovrebbe essere più “indulgente” quando si tratta di persone con tali tendenze.
La storia ritorna a Glen, che confida nell’aiuto di un suo amico travestito, John, la cui moglie lo ha lasciato dopo averlo scoperto con indosso i suoi vestiti. Più tardi, una scena si apre con Glen/Glenda che di notte cammina per le strade della città. Torna a casa in preda all’angoscia, quando il rombo del tuono lo fa crollare sul pavimento. Lo Scienziato a questo punto commenta: “Attenti! Attenti! Attenti al grande drago verde che si trova sulla vostra porta! Mangia ragazzini, code di cane e lumache grosse e grasse! State attenti! State attenti!”.
Glen sogna poi Barbara angosciata nel vedere Glenda, dopodiché la fidanzata si ritrova intrappolata sotto un albero, mentre la stanza è nel caos più completo. Glenda non riesce a sollevare il tronco, così Glen lo rimpiazza e lo alza con facilità. Il sogno prosegue con i due che si sposano: accanto a loro, il testimone è un diavolo stereotipato, che commenta la dannazione intrinseca a quel matrimonio. Il sogno si sposta sullo scienziato, che sembra parlare al drago invisibile, chiedendogli cosa mangi. La voce di una bambina fornisce le risposte in un tono apparentemente beffardo.
Infine, il sogno mostra una sequenza di immagini sempre più conturbanti: una donna frustata in una pratica sadomasochistica, diverse donne che si spogliano di fronte a un pubblico invisibile, una donna che sembra darsi all’autoerotismo e si addormenta per poi essere stuprata; mentre ciò è mostrato, in sovraimpressione appaiono i volti di Glen e dello Scienziato, che paiono reagire in silenzio. Nello stesso sogno, Glen si ritrova davanti a un gran numero di figure spettrali che lo deridono, dopodiché il Diavolo e i vari spettri gli si avvicinano minacciosamente, ma una volta trasformato in Glenda tali entità si allontanano. Alla fine del sogno, Glen incontra Barbara, ma questa si rivela essere un demone e lo deride insieme a tutti gli spettri di prima.
Glen/Glenda si sveglia e decide di rivelare ogni cosa alla fidanzata, lei all’inizio è angosciata, ma dopo decide di accettarlo così com’è e gli regala un maglione.
Il dottor Alton comincia ora un'altra storia: questa riguarda un altro travestito, chiamato Alan/Anne. Era nato maschio, ma sua madre lo voleva una femmina e pertanto lo ha cresciuto come tale. A loro padre non importava in alcun modo. Dopo un’infanzia solitaria, rifiutato da entrambi i sessi, Alan decide di identificarsi come Anne. In seguito fu arruolato durante la Seconda guerra mondiale, mantenendo Anne segreta durante il servizio militare. Terminata la guerra, Alan sente parlare di un intervento che gli permetterebbe di cambiare sesso e decide di sottoporvisi, diventando così, finalmente, una donna.

## Produzione
L'intervento per il cambiamento di sesso effettuato da Christine Jorgensen, sulle prime pagine di tutti i giornali negli Stati Uniti nel 1952, fornì al produttore cinematografico George Weiss l'ispirazione per un film a basso costo che trattasse dell'argomento. Ed Wood convinse Weiss che, essendo lui stesso dedito al travestitismo, ne sarebbe stato il regista ideale, malgrado il suo modesto successo. Wood ottenne il lavoro e prese i soldi, ma invece di girare un film sul cambio di sesso, lo girò sul travestitismo.
Wood convinse Bela Lugosi, vecchia star ormai quasi dimenticata, impoverita e tossicodipendente, ad apparire nel film. Lo stesso Ed Wood interpretò la parte del protagonista Glen/Glenda, ma sotto lo pseudonimo di Daniel Davis. La sua fidanzata, Dolores Fuller, interpretava il ruolo della fidanzata di Glen e non era al corrente, all'epoca, che Wood si travestisse: la natura del film non le venne completamente spiegata, e Wood solo raramente girò scene in cui era vestito da donna quando anch'ella era sul set. Solo alla proiezione finale del film finito le venne rivelata la verità, e la Fuller dichiarò di essere uscita profondamente umiliata dall'esperienza. Questo fu l'unico film diretto da Ed Wood in cui egli non figura anche come produttore.
Quando il film fu concluso e venne giudicato troppo corto e non in tema con quanto era stato commissionato, Wood vi inserì alcune scene extra sul cambio di sesso. La produzione poi aggiunse alcune scene softcore totalmente avulse dal contesto, una con alcuni momenti bondage, montandole con alcuni spezzoni di Wood e Lugosi. Il film venne distribuito nelle sale solo perché alcune copie erano già state vendute prima che la pellicola fosse realizzata.
Nel trailer cinematografico (incluso nelle versioni del film su laserdisc e DVD) la scena finale, in cui Dolores Fuller consegna a Wood il suo pullover rosa, è diversa da quella presente nel film originale: nel trailer, la donna lo lancia a Wood con rabbia, mentre nella versione uscita nelle sale glielo consegna in modo più accondiscendente. Inoltre c'è una scena in cui Wood travestito pronuncia la parola "Cut!".

## Bela Lugosi e il personaggio dello Scienziato
Bela Lugosi interpreta nel film il ruolo dello Scienziato, personaggio la cui funzione non è chiara. Si comporta come una specie di divinità onnisciente (forse una personificazione del Fato), ma non fornisce alcuna informazione rilevante per la trama. La funzione di narratore viene infatti assolta da Timothy Farrell. Lo Scienziato appare circondato da oggetti usciti da film horror come teschi e provette da laboratorio, ed esorta gli spettatori a "stare attenti al grande drago verde che siede di fronte alla loro porta di casa". A rendere la scena ancor più strana è il forte accento ungherese di Lugosi, il quale pronuncia "Beware!" come "Bevare!".
A un certo punto, sequenze d'archivio di una mandria di bisonti alla carica si sovrappongono al volto dello Scienziato, apparentemente per nessuna ragione comprensibile, mentre questi lancia un messaggio criptico: "Pull the string!" (letteralmente: Tira i fili!). Questo messaggio potrebbe essere un riferimento alla decisione del protagonista di prendere in mano le redini della propria vita, ma non è confermato. Vi sono inoltre varie lunghe sequenze di un sogno surreale in cui Glen viene tormentato da un personaggio dall'aspetto di diavolo.

## Rifacimento
Nel 1994 ne fu girato un remake pornografico intitolato Glen & Glenda, con una sceneggiatura simile all'originale, ma con aggiunte scene di sesso esplicito.

## Influenza culturale
La lavorazione del film originale (con la ricostruzione di molte scene) è stata narrata nel film biografico di Tim Burton Ed Wood, con Johnny Depp nel ruolo del regista.